# پین ساندرس
پین ساندرس (هلندی: Pien Sanders؛ زادهٔ ۱۱ ژوئن ۱۹۹۸) بازیکن هاکی روی چمن اهل هلند است.